# Oecetis ovampoensis
Oecetis ovampoensis är en nattsländeart som beskrevs av Barnard 1934. Oecetis ovampoensis ingår i släktet Oecetis och familjen långhornssländor. Inga underarter finns listade i Catalogue of Life.